# Вабити (пісня)
«Вабити»  — пісня української співачки Тіни Кароль. Як  сингл випущений 23 серпня 2019 року. Входить до альбому  "Найти своих". Композиція вийшла на підтримку рекламної кампанії для українського ювелірного бренду "Укрзолото" 

## Опис
У серпні 2019, на своїй сторінці в Instagram, Тіна Кароль анонсувала вихід нового україномовного синглу під назвою "Вабити" . 
Автором слів виступила реп-виконавиця Alyona Alyona, а музику - український битмейкер JustChillBeats, сам відеокліп знімали в Каліфорнії (США)

## Відеокліп
Прем'єра нового відеокліпа на пісню "Вабити", відбулася 22 серпня 2019 року на офіційному YouTube каналі виконавиці. 
Зйомки кліпу проходили в Лос-Анджелесі (США). Кліп знятий у яскравому та літньому стилі. За сюжетом нової відеороботи, співачка відпочиває біля басейну, а два домробітники, роль яких дісталася талановитим американським танцюристам Josh Killacky та Tim Milgram, добиваються уваги Тіни Кароль . Виконавці головних чоловічих ролей також виступили режисерами нового відеоролика. 
У новій відеороботі Кароль приміряє декілька образів. За стиль співачки в кліпі відповідала український стиліст Наталія Осадчая. 

## Live виконання
2019 р. "Вабити" - "Вечірній Квартал" 
2019 р. "Вабити" - "Сніданок з 1+1"
2020 р. "Вабити" - Новорічне шоу «Привіт, 20-ті!»

## Чарти
| Чарт (2020)                                | Найвища позиція |
| ------------------------------------------ | --------------- |
| Київ (Tophit City & Country Radio Hits)    | 5               |
| Україна (TopHit City & Country Radio Hits) | 5               |
| Україна (TopHit YouTube Hits)              | 6               |

| Чарт (2019)                                | Найвища позиція |
| ------------------------------------------ | --------------- |
| Київ (Tophit City & Country Radio Hits)    | 8               |
| Україна (TopHit City & Country Radio Hits) | 7               |
| Росія (TopHit YouTube Hits)                | 33              |
| Україна (TopHit YouTube Hits)              | 73              |
| Україна (TopHit Radio & YouTube Hits)      | 13              |

### Річні чарти
| Чарт (2019-2020)                           | Позиція |
| ------------------------------------------ | ------- |
| Київ (Tophit City & Country Radio Hits)    | 77      |
| Росія (TopHit YouTube Hits)                | 155     |
| Україна (TopHit City & Country Radio Hits) | 118     |
| Україна (TopHit Radio & YouTube Hits)      | 132     |

## Номінації та нагороди
| Рік  | Нагорода        | Номінована робота | Категорія   | Номіновано                  | Результат | Іс.    |
| ---- | --------------- | ----------------- | ----------- | --------------------------- | --------- | ------ |
| 2019 | M1 Music Awards | «Вабити»          | Кліпмейкер  | Josh Killacky & Tim Milgram | Номінація | [ 22 ] |
| 2019 | M1 Music Awards | «Вабити»          | Монтаж      | Josh Killacky               | Номінація | [ 23 ] |
| 2019 | M1 Music Awards | «Вабити»          | Хореографія | Tim Milgram                 | Номінація | [ 24 ] |